# ديفن مورغان
ديفن مورغان (بالإنجليزية: Devin Morgan)‏ هو لاعب كرة قدم أمريكي، ولد في 25 ديسمبر 1993 في بروكلين في الولايات المتحدة. لعب مع تولسا روناكس.

## وصلات خارجية
- ديفن مورغان على موقع قاعدة بيانات كرة القدم.إي يو (الإنجليزية)